# Форт Жиромани
Форт Дорсне (на френски: Dorsner – Фор Дорсне), известен с неофициалното наименование Форт на Жиромани (на френски: Fort de Giromagny – Фор дьо Жиромани), е форт в Източна Франция, регион Франш Конте, департамент Теритоар дьо Белфор.
Разположен е на територията на общините Жиромани и Оксел-Ба (Auxelles-Bas). Намира се на ок. 1 километър югозападно от селището Жиромани, на 7,5 км северно-северозападно от град Белфор.
Изграден е през 1875 – 1879 г., когато Франция след поражението си във Френско-пруската война и загубата на Елзас взима мерки за укрепване на новата си източна граница. Наименувано е официално Форт Дорсне в чест на героя от френските Революционни войни и Наполеонови войни генерала от Френската революция и Френската империя Жан Филип Раймон Дорсе (Jean Philippe Raymond Dorsner, 1750 – 1829). Първоначално е предвиждано да приюти 650 воини и 15 оръдия.
Фортът е най-южната точка на укрепената линия на Горен Мозел (Haute Moselle), недалеч от крепостта на Белфор от укрепения район Белфор. Включено в отбранителната линия „Мажино“, укреплението е използвано също по време на Втората световна война.
След войната постройката е изоставена. Община Жиромани закупува форта и окръжаващите го терени и ги предоставя на Асоциацията на Форт Дорсне (Association du Fort Dorsner) за реставриране и поддържане.
Днес фортът е музей, посещения се уреждат при поискване.